# 嘉義佛教會館
嘉義佛教會館是位在台灣嘉義市東區（舊・北門町）的寺院，又名法隆寺。

## 歷史
台灣日治時代大正3年（1914年），成立淨土宗嘉義教會所。昭和6年（1931年），改稱「法隆寺」，山號「明照山」。戰後，改稱「嘉義佛教會館」。1947年，二二八事件爆發，下山的鄒族部隊以寺內的螢光舍為屯所。2008年，地方人士欲將原本的大殿、般若講堂（原本的螢光舍）等木造建築提報古蹟之際，遭佛教會迅速拆除，改建為4樓建築，古風已不復存在。

## 脚注
1. ↑  凌宗魁 『紙上明治村2丁目：重返臺灣經典建築』 遠足文化、2018年。
2. ↑  手島義矩. . 台灣: 國史館台灣文獻館. 2022-09. ISBN 9786267119662 （中文（臺灣））.

## 關連項目
- 台灣佛教
- 淨土宗 (日本)